# Gerard Habib
Gerard Habib (* 7. September 1980) ist ein ehemaliger südafrikanischer Eishockeyspieler, der hauptsächlich für die Johannesburg Scorpions in der Gauteng Province Hockey League spielte.

## Karriere
Gerard Habib begann seine Karriere bei der Mannschaft Blades, für die er in einer der regionalen Ligen, deren Sieger den südafrikanischen Landesmeistertitel ausspielen, spielte. Von 2004 bis zu seinem Karriereende 2013 spielte er für die Johannesburg Scorpions.

### International
Habib stand zunächst bei der U20-D-Weltmeisterschaft 2000 für Südafrika auf dem Eis. Mit der Herren-Nationalmannschaft nahm er an den Welttitelkämpfen der Division II 2004 und 2009 sowie der Division III 2008 teil.

## Erfolge und Auszeichnungen
- 2008 Aufstieg in die Division II bei der Weltmeisterschaft der Division III